# يوليوس بيرغمان
يوليوس بيرغمان (بالسويدية: Julius Bergman)‏ هو لاعب هوكي الجليد سويدي، ولد في 2 نوفمبر 1995 في ستوكهولم في السويد.

## وصلات خارجية
- يوليوس بيرغمان على موقع دوري الهوكي الوطني (الإنجليزية)
- يوليوس بيرغمان على موقع EliteProspects.com (الإنجليزية)
- يوليوس بيرغمان على موقع Eurohockey.com (الإنجليزية)
- يوليوس بيرغمان على موقع HockeyDB.com (الإنجليزية)